# 倪嗣沖
倪 嗣沖（げい しちゅう）は、清末民初の軍人。北京政府・安徽派に属した。字は丹忱。もとの名は毓桂。甥は倪道烺。

## 事跡
清で秀才となったが、まもなく李鴻章の淮軍に参加した。1895年（光緒21年）、袁世凱配下となって新建陸軍に加わる。1907年（光緒33年）、政府に金銭を献納して知府候補となる。東三省総督徐世昌により、奉天提法使、黒竜江民政使兼巡防軍翼長に任命された。しかし、1909年（宣統元年）に徐世昌の後任として錫良が就任すると、倪嗣沖は汚職を理由に罷免されてしまった。1911年（宣統3年）10月、河南布政使・幇弁河南軍務となり、まもなく安徽布政使に異動した。
1912年（民国元年）、武衛右軍翼長・督弁皖魯豫蘇四省交界事宜に任命された。翌年、安徽清郷督弁、皖北鎮守使、安徽護軍使、安徽都督兼民政長と歴任した。1914年（民国3年）、安武上将軍の位を授与され、督理安徽軍務となった。
1915年（民国4年）、袁世凱が皇帝即位の準備を開始すると、倪嗣沖は他の14人の北洋系軍人とともに袁世凱を推戴する。同年12月、袁世凱の皇帝即位に伴い、一等公に封じられた。1916年（民国5年）4月、長江巡閲副使兼署安徽省長に異動した。また、この間、護国戦争（第三革命）に際しては、袁世凱を最後まで支持し、袁世凱が皇帝即位を取り消そうとしたときも、これに反対したほどであった。
同年6月6日に袁世凱が死去すると、倪嗣沖は、段祺瑞が指導する安徽派の中心的人物となり、7月に安徽省長に就任した。府院の争いでは、段祺瑞を支持して黎元洪の追い落としを図り、9月には倪嗣沖が指導的立場となって安徽派督軍による「十三省連合会」（いわゆる「督軍団」）を組織した。1917年（民国6年）の張勲による復辟では、これを密かに支援する。しかし段祺瑞が張勲の討伐を開始すると、倪嗣沖は態度を豹変させ、南路討逆軍総司令として張勲討伐に参加した。復辟失敗後、倪嗣沖は長江巡閲使兼安徽督軍として、依然として安徽派の中心にあった。しかし、1920年（民国9年）7月の安直戦争で段祺瑞が敗北すると、倪嗣沖も9月に罷免され失脚した。
1924年（民国13年）7月12日、天津で病死。享年57。